# Гайнц Заксенберг
Гайнц «Гайно» Заксенберг (нім. Heinz "Heino" Sachsenberg; 12 липня 1922, Дессау — 17 червня 1951, Ліх) — німецький льотчик-ас, лейтенант люфтваффе. Кавалер Лицарського хреста Залізного хреста.

## Біографія
Після закінчення льотної школи в кінці 1942 року зарахований в 6-у ескадрилью 52-ї винищувальної ескадри. Учасник Німецько-радянської війни. Свою першу перемогу здобув 21 квітня 1943 року, збивши Іл-2. До кінця року на його рахунку було 52 повітряних перемоги (26 липня і 4 серпня збив по 4 літаки). 7 травня 1944 року протягом одного дня збив 6 радянських літаків (загальний рахунок його перемог досяг 82), а 8 червня — 5 (загальний рахунок — 101). 23 серпня 1944 року його літак був підбитий в Румунії американськими винищувачами. Останню перемогу здобув 16 квітня 1945 року. У квітні переведений спочатку в 7-у винищувальну ескадру, а потім — в 44-е винищувальне з'єднання. Всього за час бойових дій здійснив 520 бойових вильотів і збив 104 літаки противника, з них 103 — на радянсько-німецькому фронті. Після закінчення війни постійно хворів і зрештою помер від наслідків отриманих в боях поранень.

## Нагороди
- Нагрудний знак пілота
- Залізний хрест 2-го і 1-го класу
- Почесний Кубок Люфтваффе (11 жовтня 1943)
- Німецький хрест в золоті (17 жовтня 1943)
- Лицарський хрест Залізного хреста (9 червня 1944) — за 101 повітряну перемогу.
- Авіаційна планка винищувача в золоті з підвіскою «500»